# Bråtatjärnen (Seglora socken, Västergötland)
Bråtatjärnen är en sjö i Borås kommun i Västergötland och ingår i Viskans huvudavrinningsområde.